# 9692 Kuperus
A 9692 Kuperus (ideiglenes jelöléssel 6354 P-L) a Naprendszer kisbolygóövében található aszteroida. Cornelis Johannes van Houten, Ingrid van Houten-Groeneveld és Tom Gehrels fedezte fel 1960. szeptember 24-én.